# 용골

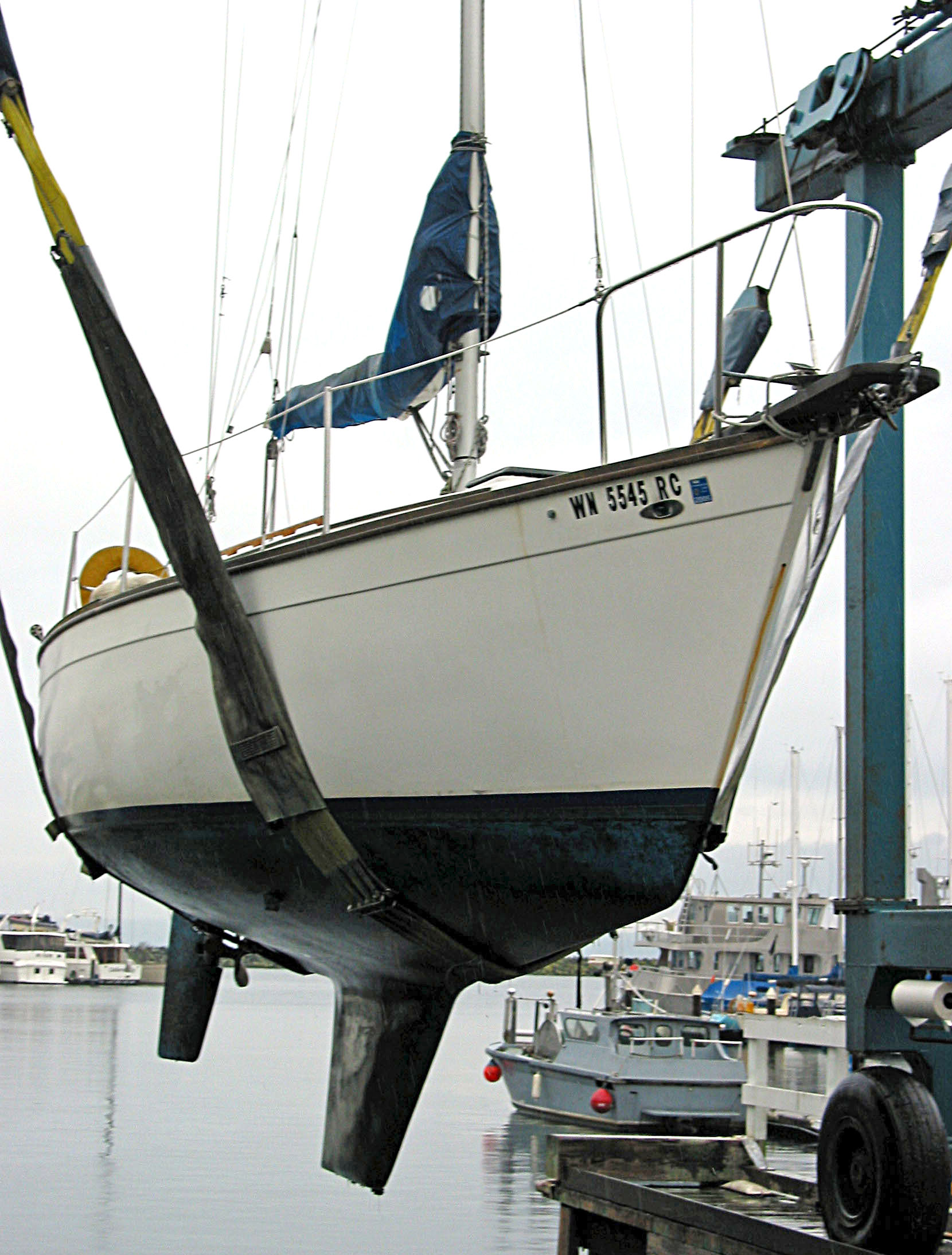
철기 용골과 요트

용골(龍骨)은 선박의 구조재 중 하나이다. 지느러미를 닮고 중앙의 선을 따라 배의 하단에 돌출된 구조적 요소나 유체동역학적 요소를 말한다.